# Fennefoss
Der Fennefoss (aus norwegisch fen ‚Fenn‘ (Moor) und foss ‚Fall‘) ist ein acht Meter hoher Wasserfall des Flusses Otra in der Nähe des norwegischen Ortes Evje.